# Liste der Bürgermeister von Bodegraven-Reeuwijk
Dieses ist die Liste der Bürgermeister von Bodegraven-Reeuwijk in der niederländischen Provinz Südholland seit der Gründung der Gemeinde am 1. Januar 2011.
| Bürgermeister | Bürgermeister           | Partei | Partei       | Amtszeit  | Anmerkungen   |
| ------------- | ----------------------- | ------ | ------------ | --------- | ------------- |
|               | Jan Pieter Lokker       |        | CDA          | 2011      | kommissarisch |
|               | Christiaan van der Kamp |        | CDA          | 2011–2021 |               |
|               | Erik van Heijningen     |        | VVD          | 2021–2023 | kommissarisch |
|               | Michiel Grauss          |        | ChristenUnie | seit 2023 | [ 2 ]         |